# Mo csie co
A Mo csie co, ismert angol címén Capricorn (egyszerűsített kínai: 魔杰座, hagyományos kínai: 魔杰座, pinjin: Mó Jié Zuò) Jay Chou tajvani mandopopénekes kilencedik stúdióalbuma, mely 2008-ban jelent meg. Az album kínai címe kombinálja a varázslat (mo (Mó)) szót Chou kínai keresztnevével (Csie (Jie)) és horoszkópjával (co (Zuo), Bak).
Az album megdöntötte Chou korábbi előrendelési rekordját, mintegy 90 000 darabot adtak el elővételben. Köszönetképpen a JVR Music az album tematikájához illő kártyapaklit és naptárat mellékelt az albumok mellé ajándékba. Emiatt az album megjelenési dátumát október 14-re tolták ki. Az album a megjelenése napján rekordot döntött, mintegy 887 000 példány fogyott el belőle még aznap. Összesen két és fél millió darabot adtak el belőle.

## Tematika

Jay Chou a Dragon Rider című videóklipben

Az album fő témája a varázslat, a szemfényvesztés, a bűvészet, ami az énekest gyerekkora óta érdekli. Az album a Bűvész és a Dzsóker párbajára épül.
Ennek ellenére a bűvészet nem az album egyetlen témaköre, a borító és az első számú dal fantasyvilágba viszi a hallgatót. A borítót egy hónapig rajzolták.
Az első dalhoz készült hatalmas költségvetésű videóklipet Chou maga rendezte, a folyamat négy hónapig tartott, a klip erősen építkezik CGI-effektekre és wire-fu harcművészetre, fantasykörnyezetben.
Az album minden dalához készült videóklip, jórészt Chou rendezésében.

## Számlista
Az összes szám szerzője Jay Chou.
| 1.  | Lung csan cse si (Lóng Zhàn Qí Shì) (龍戰騎士 Dragon Rider)                                                | Vincent Fang                                                                   | 4:31 |
| 2.  | Kej vo ji sou ko tö si csien (Gěi Wǒ Yì Shǒu Gē Dè Shí Jiān) (給我一首歌的時間 Give Me the Time of a Song) | Jay Chou                                                                       | 4:13 |
| 3.  | Sö vu (Shé Wŭ) (蛇舞 Snake Dance, Lara Veroninnal)                                                         | Huang Csün-lang (Jun-Lang Huang) (黃俊郎)                                      | 2:54 |
| 4.  | Hua haj (Huā Hăi) (花海 Ocean of Flowers)                                                                  | Ku Hsziao-li (Hsiao-Li Ku) (古小力), Huang Ling-csia (Ling-Jia Huang) (黃淩嘉) | 4:24 |
| 5.  | Mo su hszian seng (Mó Shù Xiān Shèng) (魔術先生 Mr. Magic)                                                 | Vincent Fang                                                                   | 3:47 |
| 6.  | Suo hao tö hszing fu nö (Shuō Hăo Dè Xìng Fú Nē) (說好的幸福呢 Where is the Promised Happiness)            | Vincent Fang                                                                   | 4:16 |
| 7.  | Lan tin hszü (Lán Tīng Xù) (蘭亭序 Orchid Pavilion)                                                        | Vincent Fang                                                                   | 4:13 |
| 8.  | Liu lang si zsen (Líu Làng Shī Rén) (流浪詩人 Wandering Poet, Gary Yanggal)                                | Vincent Fang                                                                   | 2:49 |
| 9.  | Si kuang csi (Shí Guāng Jī) (時光機 Time Machine)                                                          | Vincent Fang                                                                   | 5:11 |
| 10. | Csiao ko su su (Qiáo Kè Shū Shū) (喬克叔叔 Uncle Joker)                                                    | Huang Csün-lang (Jun-Lang Huang) (黃俊郎)                                      | 4:16 |
| 11. | Tao hsziang (Dào Xiāng) (稻香 Rice Aroma)                                                                  | Jay Chou                                                                       | 3:43 |

| 1. | Rice Aroma (稻香 Tao hsziang (Dào Xiāng)                                                                  |  |
| 2. | Give Me the Time of a Song (給我一首歌的時間 Kej vo ji sou ko tö si csien (Gěi Wǒ Yì Shǒu Gē Dè Shí Jiān) |  |